# Non confondermi
Non confondermi è un brano musicale hip hop del rapper italiano Marracash del 2008, pubblicato come primo singolo estratto dall'album Marracash Gold Edition, nuova edizione del primo album del rapper, pubblicato nel 2008.
Il brano ironizza sulla difficoltà che la gente incontra nel ricordare il nome del rapper, che infatti ha come nomi simili quello del cantante country Johnny Cash, quello di "Spitty Cash", rapper divenuto celebre su YouTube con il brano "Difficoltà nel ghetto", del film "Tango & Cash" con Sylvester Stallone e Kurt Russell e quello dello stato asiatico del Bangladesh.
Nel video musicale prodotto per "Non confondermi" e diretto da Fabrizio Conte fanno delle brevi apparizioni il rapper Fabri Fibra e Pino dei palazzi, personaggio comico interpretato da Giancarlo Kalabrugovic. 
Nel 2018 Marracash ha fatto un remix nel quale è presente un verso di Fabri Fibra, pubblicato nella prima riedizione dell'album Marracash.

## Tracce
Download digitale
1. Non confondermi - 3:53